# The Kids Are Alright (singolo The Who)
The Kids Are Alright è un brano musicale scritto da Pete Townshend degli Who. È contenuto come settima traccia nel loro album d'esordio My Generation del 1965. Venne pubblicato nel 1966 come settimo singolo nel Regno Unito e, in USA come sesto singolo con un diverso lato B. Nel 1979 il titolo venne utilizzato anche per un documentario sulla band.

## Storia
La canzone contiene una progressione standard basata sugli accordi costruiti sui gradi I-IV-V in tonalità di Re, mentre il ritornello usa una progressione del tipo II-V-IV-I-II. Townshend dichiarò di aver sentito una melodia di Henry Purcell e di averla riarrangiata e armonizzata per il ritornello della canzone.
Il brano venne pubblicato su singolo sei mesi dopo la sua inclusione sull'album, prima negli Stati Uniti, e il mese successivo in Gran Bretagna. Sebbene non sia stata all'epoca un successo clamoroso (raggiunse la posizione n. 41 nel Regno Unito e la n. 85 in USA).
Durante le esecuzioni dal vivo, gli Who aggiungevano delle liriche al testo originale della canzone, talvolta improvvisandole durante i concerti. Dopo la morte di John Entwistle, le parti di testo aggiunte sono occasionalmente riferite a lui e al vino rosso invecchiato, che ispirerà successivamente la canzone Old Red Wine.
La canzone è stata reinterpretata da gruppi come i Goldfinger, Eddie and The Hot Rods, Dropkick Murphys, Green Day e Pearl Jam.

## Tracce

### Edizione UK
Lato A
1. The Kids Are Alright – 2:42 (Pete Townshend)

Lato B
1. The Ox – 3:49 (Pete Townshend, Keith Moon, John Entwistle, Nicky Hopkins)

### Edizione USA
(Decca Records, 31988) Luglio 1966
Lato A
1. The Kids Are Alright – 2:42 (Pete Townshend)

Lato B
1. A Legal Matter – 2:47 (Pete Townshend)

## Influenza culturale
- Il titolo della canzone The Kids Aren't Alright dei The Offspring è un'allusione al singolo degli Who.[4]